# Comuna Kirove, Poltava
Kirove (în ucraineană Кірове) este o comună în raionul Poltava, regiunea Poltava, Ucraina, formată din satele Buhaiivka, Hutîrivka, Karpusi, Keleberdivka, Kirove (reședința), Kostocikî, Țîhanske, Umanțivka și Vîtivka.

## Demografie
Componența lingvistică a comunei Kirove
     Ucraineană (95,75%)
     Rusă (3,97%)
     Alte limbi (0,17%)
Conform recensământului din 2001, majoritatea populației comunei Kirove era vorbitoare de ucraineană (95,75%), existând în minoritate și vorbitori de rusă (3,97%).